# Надарая, Михаил Исидорович
Михаил Исидорович Надарая (1910 год — дата смерти неизвестна) — председатель колхоза имени Орджоникидзе Хобского района Грузинской ССР. В 1949 году получил звание Героя Социалистического Труда, которого был лишён в 1952 году.
В 1944 году «за успешное выполнение заданий Правительства по развитию сельского хозяйства и животноводства» награждён медалью «За трудовое отличие».
В 1948 году колхоз имени Орджоникидзе под руководством Михаила Надарая сдал государству в среднем с каждого гектара по 88,4 центнера кукурузы на площади 72 гектара. Указом Президиума Верховного Совета СССР от 3 мая 1949 года удостоен звания Героя Социалистического Труда «за получение высоких урожаев кукурузы и табака в 1948 году» с вручением ордена Ленина и золотой медали «Серп и Молот».
Постановлением Президиума Верховного Совета СССР от 13 марта 1952 года лишён звания Героя Социалистического Труда.